# Twenty-Five Mile Creek State Park
Der Twenty-Five Mile Creek State Park ist ein Naherholungsgebiet am Westufer des Lake Chelan, 15 mi (24 km) nordwestlich der Stadt Chelan im Chelan County im US-Bundesstaat Washington. Der 232 Acres (93,9 ha) große State Park war ein privates Resort, dessen Eigentümerschaft der Bundesstaat 1972 übernahm. Er wurde an verschiedene Konzessionäre verpachtet, bis der Bundesstaat 1988 die Personalhoheit übernahm. Der Park bietet Campingplätze und eine Marina sowie Möglichkeiten zum Angeln, Wasserskifahren, zur Vogelbeobachtung und zum Mountainbikefahren.